# Afrasura terlinea
Afrasura terlinea is een vlinder uit de familie spinneruilen (Erebidae), onderfamilie beervlinders (Arctiinae). De wetenschappelijke naam van de soort is voor het eerst geldig gepubliceerd in 2009 door Durante.
Deze nachtvlinder komt voor in tropisch Afrika.